# Alain VII de Rohan
Pour les articles homonymes, voir Alain de Rohan, Alain et Rohan.
Alain VII de Rohan, né en 1308 et mort le 14 août 1352, est le 10e vicomte de Rohan, fils d'Olivier II de Rohan, mort en 1326.

## Biographie
Il épouse en 1322 Jeanne de Rostrenen (1300-1371), dame de Plouhinec, fille de Pierre V de Rostrenen et d'Anne du Pont. Ils auront trois enfants :
- Jean Ier de Rohan, vicomte de Rohan après son père.
- Pierre attesté en 1336
- Marguerite de Rohan, morte après 1406, épouse en 1356 Jean IV de Beaumanoir, maréchal de Bretagne, puis, en 1378, Olivier V de Clisson, connétable de France.

## Armoiries
| Blason | Blasonnement : De gueules à 7 macles d'or, posées 3, 3, 1. |